# Chita (Aichi)
Chita (知多市 Chita-shi?) es una ciudad situada en la prefectura de Aichi(愛知県), Japón. Tiene una población estimada, a inicios de diciembre de 2023, de 83 682 habitantes.
Fue fundada el 1 de septiembre de 1970.
Su área total es de 45.90 km².